# Marbach an der Donau
Marbach an der Donau est une commune autrichienne du district de Melk en Basse-Autriche.